# Stephen D. Smith
Stephen D. Smith (né le 11 juin 1948 à Houston, Texas) est un mathématicien américain spécialiste des groupes finis.

## Carrière
Smith commence ses études à l'Université Sainte-Marie de San Antonio en 1965. En 1967, il change pour le Massachusetts Institute of Technology (MIT), où obtient un baccalauréat en mathématiques et littérature en 1970. Il se rend ensuite à l'université d'Oxford sur une bourse Rhodes, et il  y obtient une maîtrise en 1971 et un doctorat en 1973 sous la supervision de Graham Higman (Sylow subgroups of index 2 in their normalizers). Sa thèse obtient le Oxford Senior Mathematical Prize. En tant que chercheur postdoctoral, il est instructeur Bateman au California Institute of Technology à partir de 1973. Il devient  professeur assistant en 1975, professeur associé en 1979 et professeur titulaire en 1984 à l'Université de Chicago. De 1996 à 1998, il est directeur de la faculté de mathématiques (directeur administratif). En 1985-86, il y a organisé un programme fondamental intitulé Computers in Mathematics. En 2007, il devient professeur émérite. Il a été professeur invité à Gießen, au Caltech, à l'Université de Notre-Dame-du-Lac, au All Souls College d'Oxford et à l'Université de l'Illinois à Urbana-Champaign.

## Recherche
Smith a participé au programme de classification des groupes finis simples et, dans le cadre de ce programme, a comblé une dernière lacune avec Michael Aschbacher dans la preuve  concernant les groupes quasi-fins ; leur monographie commune à ce sujet parue en 2004 compte environ 1300 pages.

## Prix et distinctions
Smith est lauréat du prix Leroy P. Steele 2012 avec Aschbacher, Ronald Solomon et Richard Lyons pour leur livre Classification of finite simple groups: groups of characteristic 2-type paru en 2011. Ce livre se veut la suite d'un livre de 1983 de Daniel Gorenstein ;  les auteurs donnent un résumé (et une mise à jour) de la présentation de Gorenstein de 1983 concernant le projet de classification, illustré par les groupes de caractéristique 2 ; le livre est destiné à un public de mathématiciens non spécialistes.
Smith membre de l' American Mathematical Society .

## Publications
- avec Michael Aschbacher, The classification of quasithin groups, American Mathematical Society, 2004 (ISBN 0-8218-3410-X et 0-8218-3411-8)
  - Tome 1 : Structure of strongly quasithin K-groups, coll. « Mathematical Surveys and Monographs » (n° 111),
  - Tome 2 : Main theorems. The classification of simple QTKE-groups, coll. « Mathematical Surveys and Monographs » (n° 112).
- avec D. J. Benson, Classifying spaces of sporadic groups, American Mathematical Society, coll. « Mathematical Surveys and Monographs » (no 147), 2008 (ISBN 978-0-8218-4474-8) .
- Michael Aschbacher, Richard Lyons et Ronald Solomon, The classification of finite simple groups. Groups of characteristic 2 type, American Mathematical Society, coll. « Mathematical Surveys and Monographs » (no 172), 2011 (ISBN 978-0-8218-5336-8) .
- avec D. J. Benson, Subgroup complexes, American Mathematical Society, coll. « Mathematical Surveys and Monographs » (no 179), 2011 (ISBN 978-0-8218-0501-5) .
- Stephen D. Smith, Applying the classification of finite simple groups : a user's guide, coll. « Mathematical Surveys and Monographs » (no 230), 2018, xiii + 231 (ISBN 978-1-4704-4291-0, zbMATH 1415.20004)